# Maida
Maida és un municipi italià, dins de la província de Catanzaro. L'any 2006 tenia 566 habitants. Comprèn la fracció de Vena di Maida/Vjna, on hi viu una comunitat arbëreshë establerta al segle xv i que fou municipi autònom fins al segle xix. Limita amb els municipis de Caraffa di Catanzaro, Cortale, Feroleto Antico, Jacurso, Lamezia Terme, Marcellinara, Pianopoli, San Floro i San Pietro a Maida.

## Administració
| Període | Identitat      | Partit |
| ------- | -------------- | ------ |
| 2006-   | Natale Amantea | PdCI   |